# Martin Medlar
Martin Medlar (* 4. Dezember 1899 in Waterford; † 4. Juni 1965 ebenda) war ein irischer Politiker der Fianna Fáil. Er war von 1956 bis 1965 Teachta Dála (Abgeordneter) im Dáil Éireann, dem irischen Unterhaus.

## Biografie
Medlar war von Beruf Landwirt. Als der Abgeordnete Thomas Walsh 1956 verstarb, trat er bei der Nachwahl im Wahlkreis Carlow–Kilkenny an und wurde gewählt. Bei den nachfolgenden Wahlen 1957 und 1961 konnte er den Sitz verteidigen, bis er ihn bei den Wahlen 1965 verlor.